# Kineski aligator
Kineski aligator (Alligator sinensis) je vrsta iz potporodice pravih aligatora iz razreda gmazova. Izgledom jako podsjeća na Misisipskog aligatora, samo što je manji od njega i nikad ne prelazi dužinu od 2 m. 

## Rasprostranjenost
To je jedina vrsta aligatora koja živi u Aziji. Nastanjuje samo donji tok kineske rijeke Jangce i njenih pritoka, odnosno močvare i riječne rukavce.

## Razmnožavanje
Kao i sve vrste iz reda krokodila, ženka gradi "gnijezdo" od mješavine biljnog materijala i blata i u njega polaže do 70 jaja. Biljni materijal procesom truljenja razvija toplinu koja grije jaja. Inkubacija traje oko 10 tjedana. Majka za svo to vrijeme čuva leglo i rijetko se od njega udaljava, a i tada samo kratko. Kad se mladunci izlegu, majka ih pažljivo prenosi do vode, gdje živi s njima nekoliko mjeseci.
Spol mladunaca određuje temperatura unutar legla u vrijeme inkubacije. Pri temperaturi nižoj od 30°C izleći će se samo ženke, dok ako temperatura bude oko 34°C iz svih će se jaja izleći mužjaci. Ako je temperatura između tih granica, leglo će biti miješano. 

## Prehrana
I kineski aligator je, kao i sve vrste tog reda, mesožder. Mlade životinje se hrane kukcima, dok kasnije jedu sve što u svom životnom okruženju mogu uloviti.

## Status ugroženosti
On je ne samo jedna od najugroženijih vrsta aligatora, nego i jedna od najugroženijih životinja na Zemlji. Danas postoje jos oko sto jedinki u Kini.